# Jerry M. Linenger
Jerry Michael Linenger est un astronaute américain né le 16 janvier 1955 à Eastpointe, Michigan

## Vols réalisés
- Discovery STS-64, lancement le 9 septembre 1994.
- Atlantis STS-81, lancement le 12 janvier 1997. Il séjourne à bord de la station Mir plus de 132 jours (record américain de l'époque pour un astronaute masculin) et retourne à terre le 24 mai 1997 à bord du vol Atlantis STS-84.

Durant son séjour sur  la station Mir, un incendie s'est déclaré à la suite d'une défaillance d'un générateur d'oxygène. Jerry Linenger et les autres membres de l'équipage ont réussi à gérer les fumées, malgré certains masques défectueux. L'analyse de cet incident majeur a permis d'améliorer la sécurité dans le domaine des vols spatiaux.